# (4038) Kristina
(4038) Kristina ist ein Hauptgürtelasteroid, der am 21. August 1987 von Eric Walter Elst vom La-Silla-Observatorium aus entdeckt wurde.
Der Asteroid wurde nach der Ehefrau des Entdeckers, einer Professorin für Französisch und russische Literatur, Kristina Leterme, benannt.